# Абрадат
Абрада́т (греч. Αβραδατας) — правитель эламской области Сузианы.
Сражался на стороне ассирийцев против Кира. Его жена Панфея, взятая персами в плен, но при этом нашедшая в лице Кира защиту от оскорблений, уговорила мужа перейти на сторону Кира. Абрадат погиб во время сражения Кира с лидийцами, после чего Панфея в отчаянии умертвила себя. Кир велел похоронить их с большими почестями. Над могилой был сооружён курган с колонной на вершине. На колонне надпись (545 г. до н.э.). 